# Phoenicoparrus jamesi
La parina chica (Phoenicoparrus jamesi ), también llamada flamenco de la puna o de James, es una especie de ave de la familia Phoenicopteridae propio de los Andes del sur de Perú, el sudoeste de Bolivia, el noroeste de Argentina y el norte de Chile; no se conocen subespecies.
De las tres especies que se encuentran en el altiplano andino, junto con la parina grande y el flamenco chileno, esta es la de menor tamaño. Se la distingue de las otras dos por sus patas rojas y la coloración escarlata en la base del cuello y en el dorso. El tercio posterior del cuerpo es negro, menos notable que en la parina grande (Phoenicoparrus andinus). Además, el cuello, las patas y el pico son más cortos, siendo este de menor curvatura que en las otras dos especies, y de color amarillo anaranjado, con un agudo ápice negro. El iris de los ojos es de color negro.

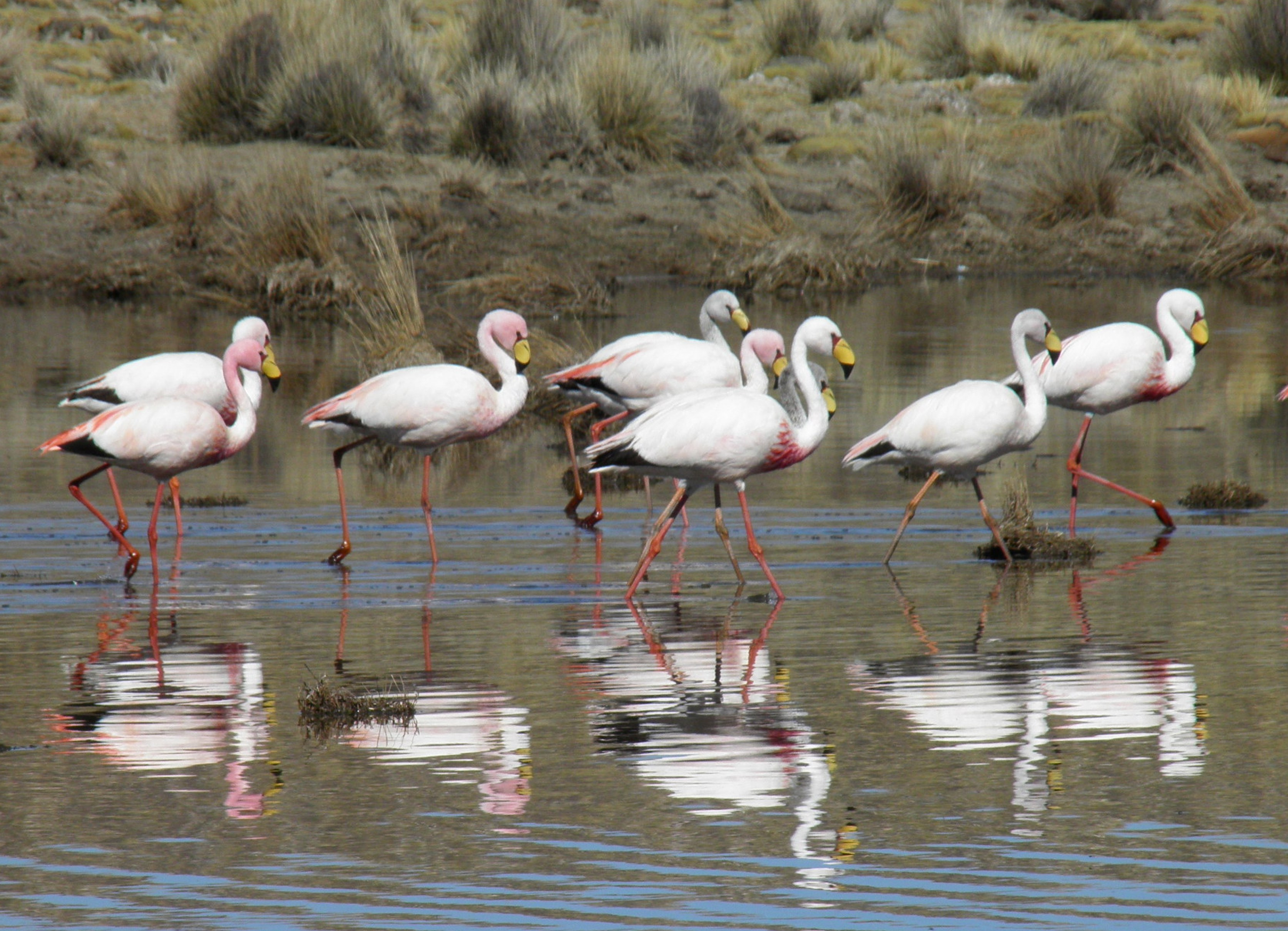
Flamencos (Phoenicoparrus jamesi) en el agua, Bolivia.

La etimología de su nombre específico rinde honor al naturalista Harry Berkeley James.

## Galería

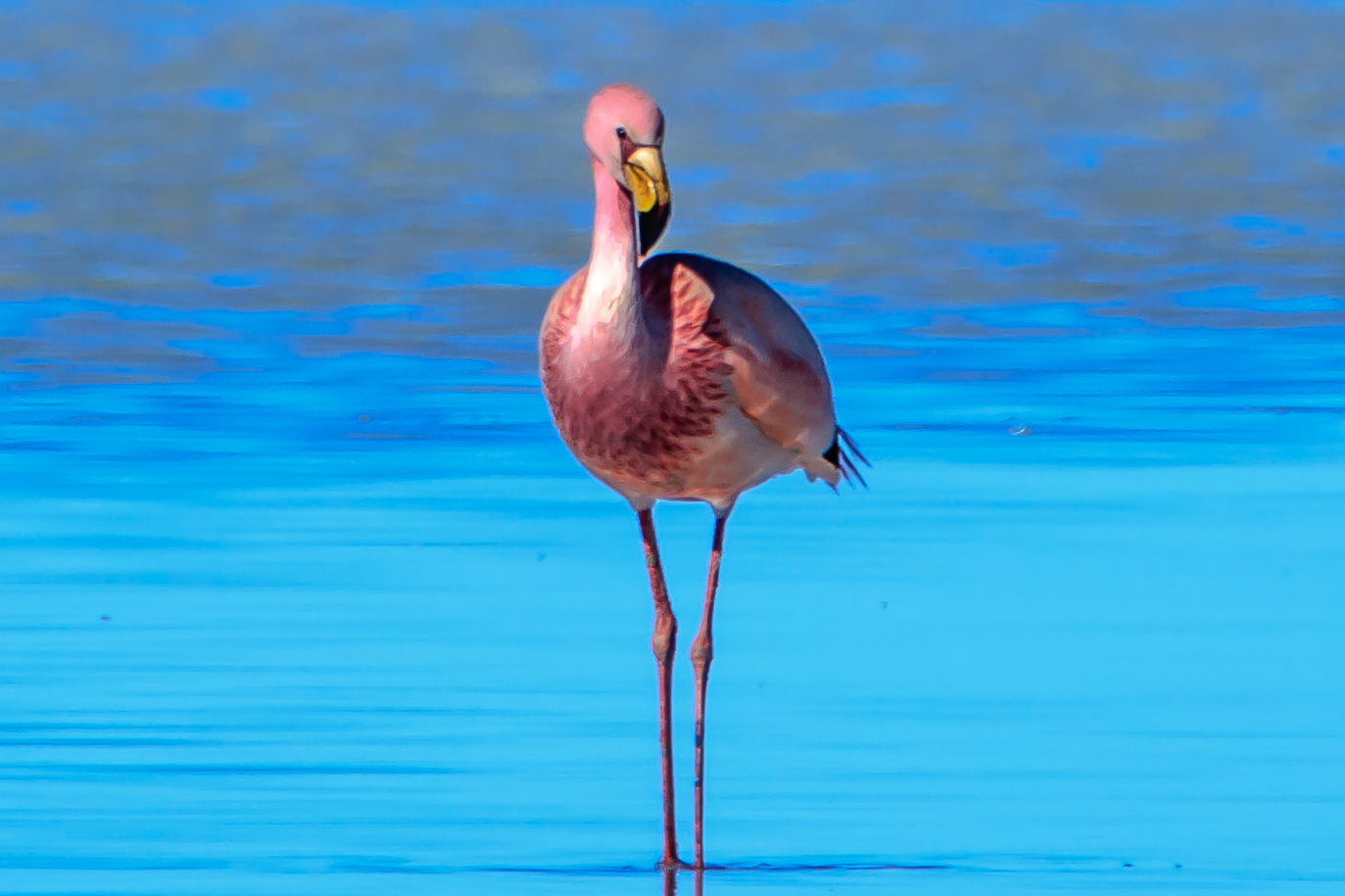
Parina chica en los alrededores del salar de Uyuni, Bolivia.
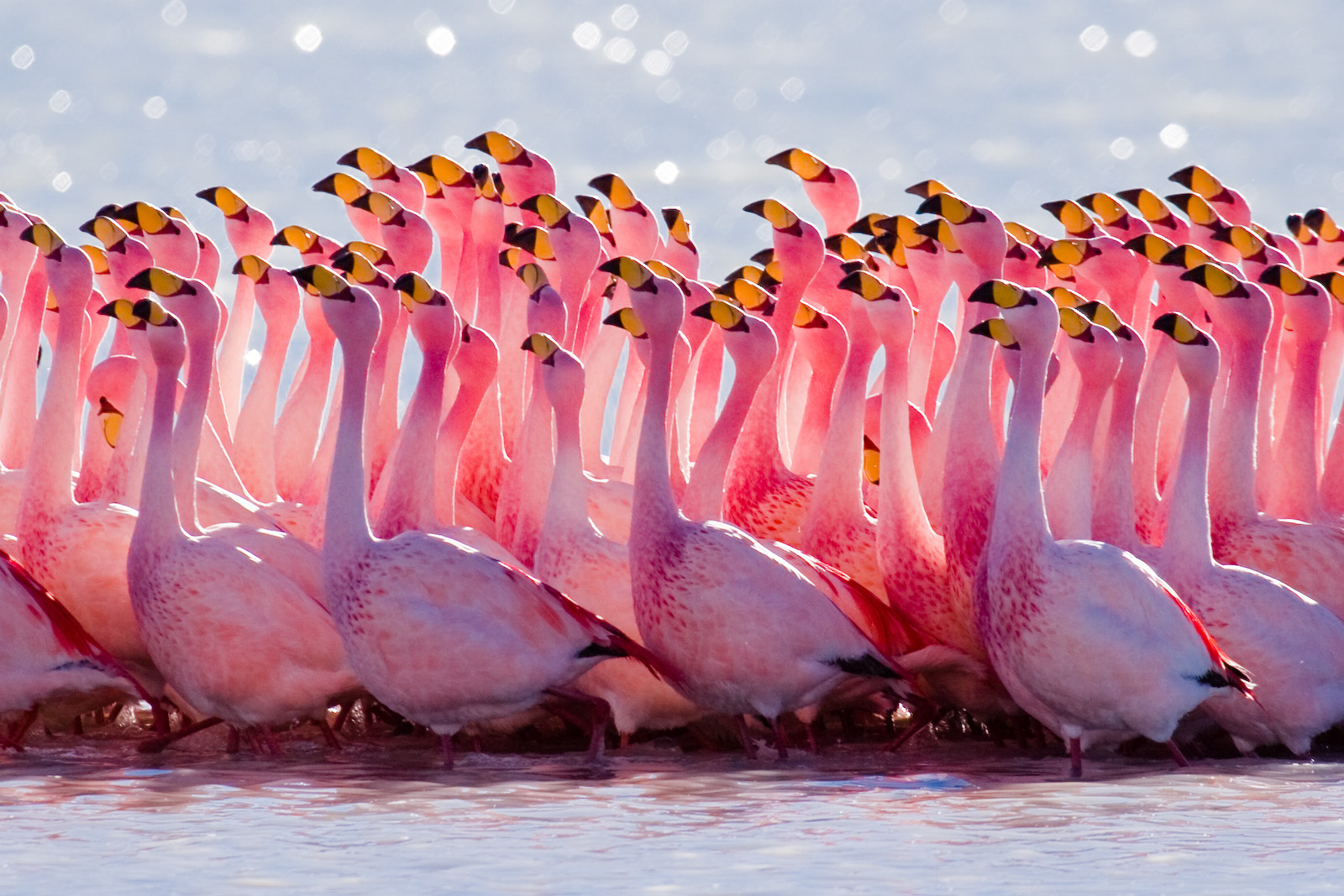
Ritual de apareamiento de parinas chicas en Nor Lípez, Bolivia.
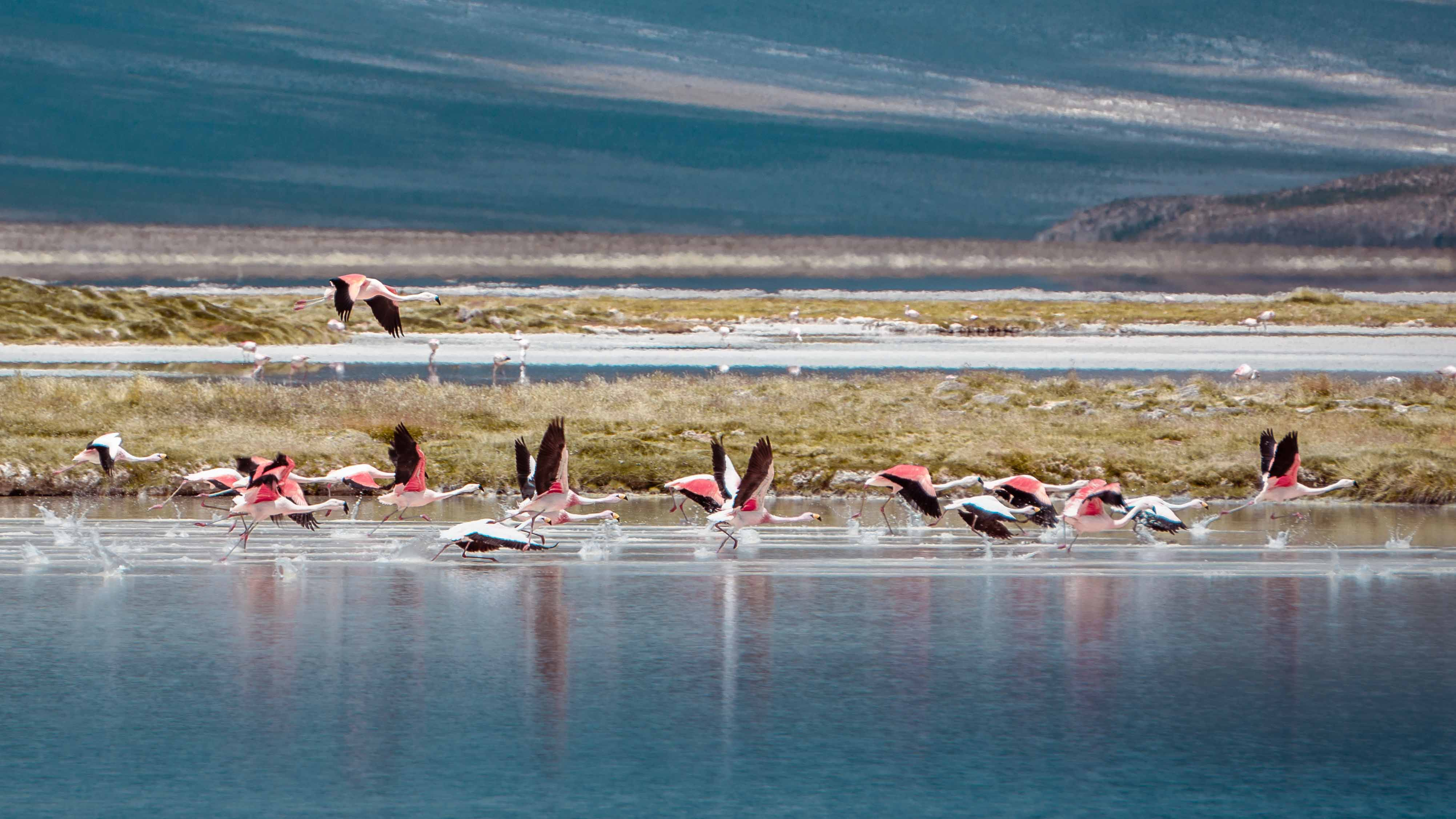
Bandada de parinas chicas en vuelo en el salar de Surire, Chile.
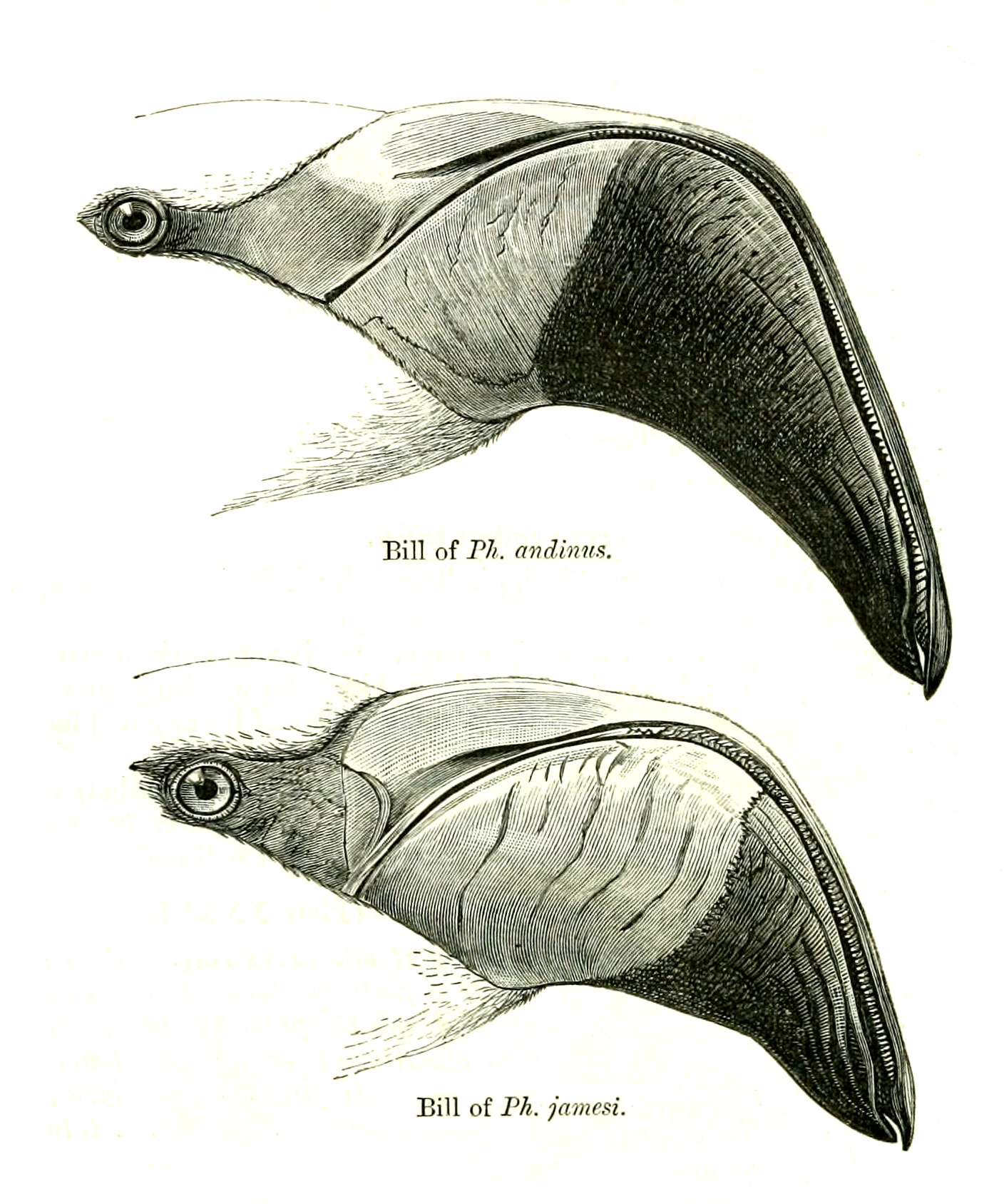
Ilustración que muestra las diferencias en la cabeza entre la parina chica (abajo) y la parina grande (arriba)